# زکی‌خان نوری مازندرانی
محمد زکی خان نوری فرزند میرزا بابا یکی از چهره‌های سیاسی و اداری مهم در دوران قاجار بود. او در دوران حکومت حسنعلی میرزا شجاع‌السلطنه، حاکم کرمان، به عنوان وزیر فعالیت می‌کرد. همچنین، در سال 1244 قمری از وزارت فارس برکنار شد. زکی خان نوری از خاندان نوری بود و در دوران قاجار در مناصب دولتی مختلفی حضور داشت. یکی از مهم‌ترین مسئولیت‌های او، وزارت حسنعلی میرزا شجاع‌السلطنه، حاکم کرمان، بود. او همچنین در سال 1244 قمری از وزارت فارس برکنار شد. برکناری او از وزارت فارس نشان‌دهنده تغییراتی در ساختار اداری و سیاسی آن دوران بود.

### ورود محمد زکی خان نوری به فارس
در سال ۱۲۱۴ هجری قمری فتحعلی‌شاه پسرش حسینعلی میرزا را به فرمانفرمایی فارس منصوب کرد و به میرزا نصرالله‌خان (برادر اسدالله خان) مأموریت داد تا همراه وی به سرکردگی هشتصد سوار نوری به فارس رود. حسن فسائی در کتاب فارسنامه ناصری می‌نویسد: «امیرالامراء نصرالله‌خان و محمدزکی‌خان پسران آقاباباخان و امیرالامراء حاجی شکرالله‌خان ولدالصدق میرزا اسدالله‌خان از دارالخلافه تهران وارد شیراز شدند .

### زمینه تاریخی
در سال 1245 هجری قمری، فتحعلی شاه قاجار زکی خان نوری را به عنوان وزیر منصوب کرد. این انتصاب در شیراز صورت گرفت و نشان‌دهنده اعتماد شاه به زکی خان نوری بود. این دوره از تاریخ ایران، شاهد تحولات سیاسی و اداری متعددی بود که نقش وزیران در اداره امور کشور بسیار پررنگ بود. زکی خان نوری با این انتصاب، به یکی از چهره‌های مهم در دستگاه حکومتی قاجار تبدیل شد.
منبع: حقایق الاخبار ناصری جلد 1 صفحه 20

### زکی خان نوری و نقش او در حکومت قاجار
زکی خان نوری از خاندان نوری بود که در دوره قاجار نفوذ قابل توجهی داشتند. انتصاب او به وزارت، نشان‌دهنده جایگاه ویژه این خاندان در دربار فتحعلی شاه بود. زکی خان در دوران وزارت خود، تلاش کرد تا به بهبود امور اداری و مالی کشور کمک کند. هرچند جزئیات دقیق اقدامات او در منابع تاریخی محدود است، اما این انتصاب به عنوان یکی از رویدادهای مهم در تاریخ قاجار ثبت شده است.
منبع: حقایق الاخبار ناصری جلد 1 صفحه 20
وفات محمد زکی خان نوری
مرگ محمد زکی خان نوری وزیر حسنعلی میرزا قاجار شجاع السلطنه حاکم کرمان بر اثر بیماری در سال 1246 ق (سال 1246 قمری) اتفاق افتاد.
منبع: ناسخ التواریخ جلد 2 صفحه 53
1. ↑  «وفات زکی خان نوری | پایگاه جامع تاریخ». tarikh.inoor.ir. دریافت‌شده در ۲۰۲۵-۰۸-۱۶.
2. ↑  خاندان خواجه‌نوری#CITEREFفسائی1382
3. ↑  «انتصاب زکی خان نوری به وزارت | پایگاه جامع تاریخ». tarikh.inoor.ir. دریافت‌شده در ۲۰۲۵-۰۸-۱۶.
4. ↑  «انتصاب زکی خان نوری به وزارت | پایگاه جامع تاریخ». tarikh.inoor.ir. دریافت‌شده در ۲۰۲۵-۰۸-۱۶.
5. ↑  «انتصاب زکی خان نوری به وزارت کرمان | پایگاه جامع تاریخ». tarikh.inoor.ir. دریافت‌شده در ۲۰۲۵-۰۸-۱۶.
6. ↑  «وفات زکی خان نوری | پایگاه جامع تاریخ». tarikh.inoor.ir. دریافت‌شده در ۲۰۲۵-۰۸-۱۶.